# Pshizov
Pshizhov (del ruso: Пшизов) es un aúl del raión de Shovguénovski en la república de Adiguesia de Rusia. Está situado 13 km al noroeste de Jakurinojabl y 54 km al noroeste de Maikop, la capital de la república. Tenía 957 habitantes en 2010.
Pertenece al municipio Jatazhukáiskoye.

## Historia
El aul fue fundado en 1871. Principalmente fue poblado por descendiente de los temirgoyevtsy.